# Genetisk diversitet
 Denne artikel bør gennemlæses af en person med fagkendskab for at sikre den faglige korrekthed.

Genetisk diversitet har man, når en arts genpulje rummer et stort antal variationer. Det anses for bevist, at genetisk diversitet giver en art eller en population bedre kort på hånden, når biotopens forhold ændres.
Omvendt er arter med ringe genetisk diversitet meget dårligt stillet, når de rammes af forandringer.

## Eksterne links
- Your Breakfast Could Be Going Extinct. Unlocking life's code Arkiveret 29. oktober 2013 hos  Wayback Machine